# Horace Engdahl
Horace Oscar Axel Engdahl (Karlskrona, 30 dicembre 1948) è un critico letterario svedese eletto nel 1999 membro permanente dell'Accademia Svedese, l'organizzazione culturale che dal 1901 assegna il Premio Nobel per la Letteratura; nel luglio 2009, dietro sua esplicita richiesta, è stato sostituito da Peter Englund.
Attualmente è, inoltre, professore di Letteratura scandinava ad Aarhus, in Danimarca.
Laureatosi in Letteratura nel 1970 e in Filosofia nel 1987 a Stoccolma, ha iniziato la propria carriera letteraria come critico, traduttore e collaboratore di alcune riviste e giornali, raggiungendo subito una grande fama a livello europeo, grazie anche al fatto che parla fluentemente, oltre allo Svedese, Inglese, Tedesco, Francese e Russo. Il 16 ottobre 1997 divenne membro dell'Accademia Svedese (Svenska Akademien), occupando il posto lasciato vacante dallo scrittore e poeta Johannes Edfelt, deceduto il 27 agosto. Il 1º luglio 1999 ha ottenuto il posto permanente lasciato dal professore di Linguistica computazionale Sture Allén; il suo compito era di annunciare il nome del vincitore del Premio Nobel per la Letteratura al pubblico. Il 1º giugno 2009 ha ceduto il posto di segretario permanente al già membro della commissione Peter Englund.